# Go Im Pyo
Go Im-pyo es un montador y técnico de sonido cinematográfico surcoreano. En su filmografía cuenta con 78 películas editadas en el período de 1997 a 2008. En el año 2000 obtuvo el premio del Festival de cine de Daejong.

## Filmografía
- If the Sun Rises in the West (1998).
- Attack the Gas Station (1999).
- Kick the Moon (2001).
- Public Enemy (2002).
- My Teacher, Mr. Kim (2003).
- My Wife is a Gangster 2 (2003).
- A Tale of Two Sisters (2003).
- Too Beautiful to Lie (2004).
- 100 Days with Mr. Arrogant (2004).
- Dance with the Wind (2004).
- Another Public Enemy (2005).
- Duelist (2005).
- Running Wild (2006).
- The Perfect Couple (2007).
- Small Town Rivals (2007).

## Premios
- 45.º Premio Festival de Daejong 2008. Editor nominado por M.
- 6.º Premio de Cine de la República de Corea 2007. Editor nominado por M.
- 43.er Premio Festival de Daejong 2006. Editor nominado por Penal Duelist.
- 2.º Premio de Cine de la República de Corea 2003. Editor nominado por A Tale of Two Sisters.
- 1.er Premio de Cine de la República de Corea 2002. Editor nominado por Hwasango.
- 1.er Premio de Cine de la República de Corea 2002. Editor nominado por Public Enemy.
- 37.º Premio Festival de Daejong 2000. Editor premiado por Ghost.